# Kosmos 379

O LK lander.

A missão Kosmos 379, em em russo Космос 379 (Cosmos 379), foi uma missão de teste do veículo lunar LK lander, destinado ao programa lunar tripulado soviético, lançada em 24 de Novembro de 1970, por intermédio de um foguete Soyuz-L.
Durante essa missão, o veículo lunar, em órbita terrestre baixa, entre 192 e 232 km de altitude, efetuou uma série de manobras com seus próprios motores, simulando o pouso e a partida da Lua, chegando a atingir a velocidade de 1,5 km/s e órbitas de 1.210 por 14.035 km de altitude.
Essas manobras foram seguidas por uma série de pequenos ajustes, simulando a aproximação e acoplamento com a Soyuz 7K-L3. Os teste foram executados com sucesso, e o LK lander usado nessa missão, só reentrou na atmosfera em 21 de Setembro de 1983.